# ديفيد دورانت
ديفيد دورانت (بالإنجليزية: David Durante)‏ هو لاعب جمباز فني أمريكي، ولد في 26 يونيو 1980.

## وصلات خارجية
- ديفيد دورانت على موقع الاتحاد الدولي للجمباز (licence) (الإنجليزية)
- ديفيد دورانت على موقع الاتحاد الدولي للجمباز (biography) (الإنجليزية)
- ديفيد دورانت على موقع الاتحاد الأمريكي للجمباز (الإنجليزية)